# Alfabet tibetà
L'alfabet tibetà és un abugida (o alfasil·labari) de la família bràmica utilitzat per escriure diverses llengües tibètiques com el tibetà, i altres com el dzongkha, el sikkimès, el ladakhi i de vegades el balti. La forma impresa s'anomena escriptura uchen, mentre que la forma cursiva escrita a mà que s'utilitza en l'escriptura quotidiana s'anomena escriptura umê.
L'alfabet està estretament lligat a la identitat ètnica tibetana en sentit ampli, que s'estén per zones de l'Índia, Nepal, Bhutan i Tibet. L'origen de l'alfabet tibetà el lliga a la família bràmica com altres alfabets de la zona indica, i és un ancestre de l'alfabet limbu, del lepcha i del multilingüe alfabet phags-pa.

## Història
La creació de l'alfabet tibetà s'atribueix a Thonmi Sambhota de mitjan segle VII. Segons la tradició, Thonmi Sambhota, ministre de Songtsen Gampo (569-649), va ser enviat a l'Índia per estudiar l'art d'escriure, i en tornar va introduir l'alfabet. La forma de les lletres es basa en un alfabet índic d'aquest període, tot i que hi ha controvèrsia sobre quin alfabet devia ser.
Hi ha hagut tres reformes ortogràfiques. La més important es va fer a principis del segle ix, amb la creació d'una ortografia oficial per facilitar la traducció de les escriptures budistes. De llavors ençà l'ortografia estàndard no s'ha modificat, malgrat que sí que ho ha fet la llengua parlada amb els canvis fonètics, per exemple amb la reducció de clústers consonàntics complexos. Així doncs, en tots els dialectes tibetans moderns, i també en tibetà estàndard de Lhasa, hi ha molta divergència entre l'ortografia (que reflecteix la pronunciació del tibetà parlat al segle IX) i la pronunciació habitual. Aquesta divergència és la base d'un argument a favor de la reforma ortogràfica, per escriure el tibetà tal com es pronuncia, i per exemple, escriure Kagyu en lloc de Bka'-rgyud. En canvi, la pronunciació de les llengües balti, ladakhi i burig, escrites també en alfabet tibetà, és molt més propera a l'ortografia original.

## Descripció

### Alfabet bàsic
En l'escriptura tibetana, les síl·labes s'escriuen d'esquerra a dreta. Les síl·labes estan separades per un tsek (་); com que moltes paraules tibetanes són monosíl·labs, aquesta marca sovint funciona gairebé com a espai. No s'utilitzen espais per dividir paraules.
L'alfabet tibetà té trenta lletres bàsiques, de vegades conegudes com a "radicals", per a les consonants. Com en altres alfabets bràmics, cada lletra consonàntica porta una vocal inherent; a l'escriptura tibetana és /a/. La lletra ཨ també és la base de les marques vocals dependents.
Tot i que alguns dialectes tibetans són tonals, la llengua no tenia to a l'època de la invenció de l'escriptura, i no hi ha símbols per indicar el to. No obstant això, atès que els tons es van desenvolupar a partir de trets segmentals, normalment es poden predir correctament amb l'ortografia arcaica de les paraules tibetanes.
|                     | No aspirada alt | No aspirada alt | Aspirada mitjà | Aspirada mitjà | Sonora baix | Sonora baix | Nasal baix | Nasal baix |
|                     | Lletra          | AFI             | Lletra         | AFI            | Lletra      | AFI         | Lletra     | AFI        |
| ------------------- | --------------- | --------------- | -------------- | -------------- | ----------- | ----------- | ---------- | ---------- |
| Gutural             | ཀ               | /kːa/           | ཁ              | /kʰa/          | ག           | /ga*/       | ང          | /ŋa/       |
| Palatal             | ཅ               | /tʃːa/          | ཆ              | /tʃʰa/         | ཇ           | /dʒa*/      | ཉ          | /ɲa/       |
| Dental              | ཏ               | /tːa/           | ཐ              | /tʰa/          | ད           | /da*/       | ན          | /na/       |
| Labial              | པ               | /pːa/           | ཕ              | /pʰa/          | བ           | /ba*/       | མ          | /ma/       |
| Dental              | ཙ               | /tsːa/          | ཚ              | /tsʰa/         | ཛ           | /dza*/      | ཝ          | /wa/       |
| baix                | ཞ               | /ʒa*/           | ཟ              | /za*/          | འ           | /a/ ⟨ʼa⟩    | ཡ          | /ja/       |
| mitjà               | ར               | /ra/            | ལ              | /la/           | ཤ           | /ʃa/        | ས          | /sa/       |
| alt                 | ཧ               | /ha/            | ཨ              | /a/ ⟨ꞏa⟩       |             |             |            |            |
| * Només en manlleus |                 |                 |                |                |             |             |            |            |

### Grups consonàntics
Un aspecte exclusiu de l'escriptura tibetana és que les consonants es poden escriure com a radicals o bé afegides a un radical, ja sigui com a lletra al peu (com un subíndex) o volada (com un superíndex), formant grups consonàntics.
Per entendre com funciona, es pot mirar el radical  ཀ /ka/ i veure què passa quan es converteix en ཀྲ /kra/ o རྐ /rka/. En ambdós casos, s'utilitza el símbol de ཀ /ka/, però quan la  ར /ra/ va entre la consonant i la vocal, s'afegeix com a lletra al peu (subíndex). D'altra banda, quan la ར /ra / va davant de la consonant i la vocal, s'afegeix com a lletra volada (superíndex).  ར /ra/ canvia de forma de fet quan s'escriu a sobre de la majoria de les consonants; i. e. རྐ rka. Tanmateix, una excepció és el clúster རྙ /rɲa/. Igualment, les consonants  ཝ /wa/, ར /ra/, i ཡ /ja/ canvien de forma quan s'escriuen a sota d'altres consonants; i. e. ཀྭ /kwa/; ཀྲ /kra/; ཀྱ /kja/.
A més d'escriure's volades i al peu, algunes consonants també es poden col·locar en les posicions anterior, posterior o post-posterior. Per exemple, les consonants ག /ʰka/, ད /ʰta/, བ /ʰpa/, མ /ma/ i འ /a/ es poden utilitzar en la posició anterior, a l'esquerra d'altres radicals, mentre que la posició de darrere d'un radical (la posterior), s'utilitza en les deu consonants següents: ག /ʰka/, ན /na/, བ /ʰpa/, ད /ʰta/, མ /ma/, འ /a/, ར /ra/, ང /ŋa/, ས /sa/, i ལ /la/. El tercer cas, la posició post-posterior és exclusivament per a les consonants ད /ʰta/ i ས /sa/.

#### Lletres volades
Les lletres volades, és a dir, que s'escriuen damunt d'una lletra radical, com si fos un superíndex, està reservada a les consonants / ra /, / la /, i / sa /.
- Quan ར /ra/,  ལ /la/, i ས /sa/ van volades amb ཀ /ka/,  ཅ /tʃa/,  ཏ /ta/,  པ /pa/ i ཙ /tsa/, el so no canvia. S'escriuen i es pronuncien de la manera següent:
  -  རྐ /ka/,  རྟ /ta/,  རྤ /pa/,  རྩ /tsa/
  -  ལྐ /ka/,  ལྕ /tʃa/,  ལྟ /ta/,  ལྤ /pa/,
  -  སྐ /ka/,  སྕ /tʃa/,  སྟ /ta/,  སྤ /pa/,  སྩ /tsa/
- Quan ར /ra/,  ལ /la/, i  ས /sa/ van volades amb  ག /ʰka/,  ཇ /ʰtʃa/,  ད /ʰta/,  བ /ʰpa/ i  ཛ /ʰtsa/, el so canvia i perden l'aspiració. S'escriuen i es pronuncien de la manera següent:
  -  རྒ /ga/,  རྗ /d͡ʒa/,  རྡ /da/,  རྦ /ba/,  རྫ /dza/
  -  ལྒ /ga/,  ལྗ /d͡ʒa/,  ལྡ /da/,  ལྦ /ba/,
  -  སྒ /ga/,  སྗ /d͡ʒa/,  སྡ /da/,  སྦ /ba/,  སྫ /dza/
- Quan ར /ra/,  ལ /la/, i  ས /sa/ van volades amb  ང /ŋa/,  ཉ /ɲa/,  ན /na/ i  མ /ma/, tes nasalitzen. S'escriuen i es pronuncien de la manera següent:
  -  རྔ /ŋa/,  རྙ /ɲa/,  རྣ /na/,  རྨ /ma/
  -  ལྔ /ŋa/,  ལྨ /ma/
  -  སྔ /ŋa/,  སྙ /ɲa/,  སྣ /na/,  སྨ /ma/

#### Lletres al peu
Les lletres que poden anar a la posició de subíndex sota un radical són les consonants ཡ /ja/, ར /ra/, ལ /la/, i ཝ /wa/.

### Marques vocals i números
Les lletres de l'alfabet que representen vocals independents són ཨ /a/, ཨི /i/, ཨུ /u/, ཨེ /e/, i ཨོ /o/. Com que la vocal /a/ és la vocal inherent a qualsevol lletra consonant (o radical), per representar una altra vocal diferent s'utilitzen els diacrítics vocàlics, de la manera següent: ཀ /ka/, ཀི /ki/, ཀུ /ku/, ཀེ /ke/, ཀོ /ko/. Les marques diacrítiques per a la ཨི /i/, ཨེ /e/, i ཨོ /o/ es col·loquen sobre la consonant, i el de la ཨུ /u/ es col·loca sota la consonant. El tibetà antic incloïa una forma invertida del diacrític de la /i/, el gigu 'invers'; no se'n coneix la funció. En el tibetà escrit no es distingeixen les bvoals breus o llargues, excepte en els manlleus,especialment els transcrits del sànscrit.
| diacrític vocàlic | AFI | diacrític vocàlic | AFI | diacrític vocàlic | AFI | diacrític vocàlic | AFI |
| ----------------- | --- | ----------------- | --- | ----------------- | --- | ----------------- | --- |
| ི                  | /i/ | ུ                  | /u/ | ེ                  | /e/ | ོ                  | /o/ |

| Numerals tibetans | ༠   | ༡   | ༢   | ༣   | ༤   | ༥   | ༦   | ༧   | ༨   | ༩   |
| Numerals aràbics  | 0   | 1   | 2   | 3   | 4   | 5   | 6   | 7   | 8   | 9   |
| Numerals tibetans | ༳   | ༪   | ༫   | ༬   | ༭   | ༮   | ༯   | ༰   | ༱   | ༲   |
| Numerals aràbics  | 0,5 | 1,5 | 2,5 | 3,5 | 4,5 | 5,5 | 6,5 | 7,5 | 8,5 | 9,5 |

## Ampliació de l'alfabet

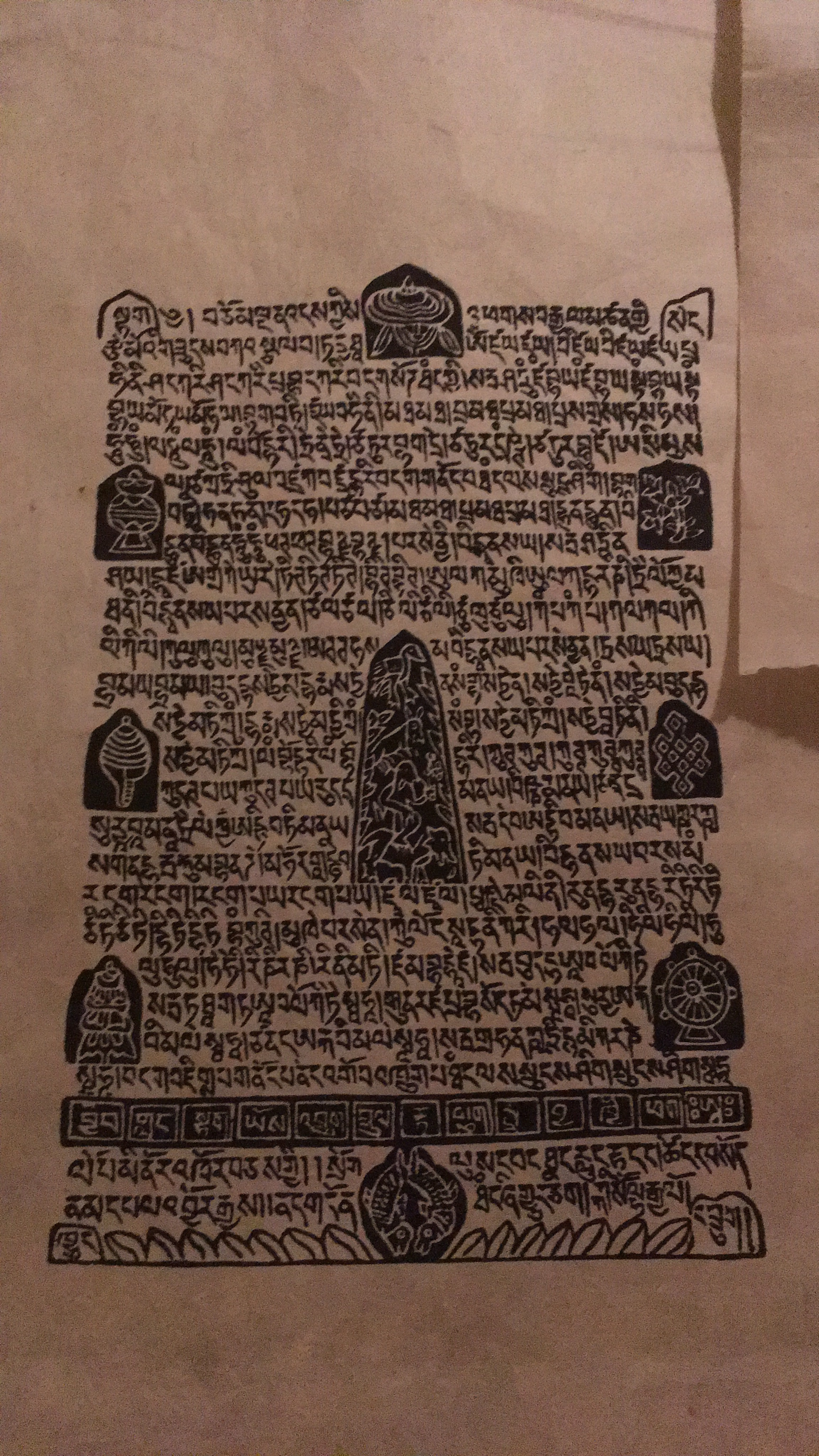
Un text en escriptura tibetana, es creu el contingut és sànscrit. De la col·lecció d'artefactes personals de Donald Weir.

L'alfabet tibetà, quan s'utilitza per escriure altres llengües com el balti o el sànscrit, sovint utilitza lletres addicionals o grafemes modificats de l'alfabet tibetà bàsic per representar sons diferents.

### Alfabet ampliat
| Lletra | Usat en  | Romanitzatió & AFI |
| ------ | -------- | ------------------ |
| ཫ      | Balti    | qa /qa/            |
| ཬ      | Balti    | ɽa /ɽa/            |
| ཁ༹      | Balti    | xa /χa/            |
| ག༹      | Balti    | ɣa /ʁa/            |
| གྷ      | Sànscrit | gha /ɡʱ/           |
| ཛྷ      | Sànscrit | jha /ɟʱ, d͡ʒʱ/      |
| ཊ      | Sànscrit | ṭa /ʈ/             |
| ཋ      | Sànscrit | ṭha /ʈʰ/           |
| ཌ      | Sànscrit | ḍa /ɖ/             |
| ཌྷ      | Sànscrit | ḍha /ɖʱ/           |
| ཎ      | Sànscrit | ṇa /ɳ/             |
| དྷ      | Sànscrit | dha /d̪ʱ/           |
| བྷ      | Sànscrit | bha /bʱ/           |
| ཥ      | Sànscrit | ṣa /ʂ/             |
| ཀྵ      | Sànscrit | kṣa /kʂ/           |

- Al balti, les consonants ka, ra es representen invertint les lletres ཀ ར(ka, ra) per produir ཫ ཬ (ka, ra).
- En sànscrit, les "consonants retroflexes" ཊ ཋ ཌ ཎ ཥ (ṭa, ṭha, ḍa, ṇa, ṣa) es representen invertint les lletres ཏ ཐ ད ན ཤ (ta, tha, da, na, sha) per produir (Ta, Tha, Da, Na, Sa).
- En sànscrit, és una regla clàssica transliterar ca, cha, ja, jha, en ཙ ཚ ཛ ཛྷ (tsa, tsha, dza, dzha), respectivament. Avui en dia, ཅ ཆ ཇ ཇྷ (ca, cha, ja, jha) també s'utilitzen.

### Ampliació dels diacrítics vocàlics i dels modificadors
| Diacrític vocàlic | Utilitzat en | Romanitzatió & AFI |
| ----------------- | ------------ | ------------------ |
| ཱ                  | Sànscrit     | ā /ā/              |
| ཱི                  | Sànscrit     | ī /ī/              |
| ཱུ                  | Sànscrit     | ū /ū/              |
| ཻ                  | Sànscrit     | ai /ai/            |
| ཽ                  | Sànscrit     | au /au/            |
| ྲྀ                  | Sànscrit     | ṛ /ṛ/              |
| ཷ                  | Sànscrit     | ṝ /ṝ/              |
| ླྀ                  | Sànscrit     | ḷ /ḷ/              |
| ཹ                  | Sànscrit     | ḹ /ḹ/              |
| ཾ                  | Sànscrit     | aṃ /ṃ/             |
| ྃ                  | Sànscrit     | aṃ /ṃ/             |
| ཿ                  | Sànscrit     | aḥ /ḥ/             |

| Symbol/ Grafemes | Nom      | Utilitzat en | Funció                                |
| ---------------- | -------- | ------------ | ------------------------------------- |
| ྄                 | srog med | Sànscrit     | indica supressió de la vocal inherent |
| ྅                | paluta   | Sànscrit     | allarga el so de la vocal             |

## Romanització i transliteració
La romanització i la transliteració de l'escriptura tibetana és la representació de l'escriptura tibetana en l'escriptura llatina. Hi ha diversos sistemes de romanització i transliteració creats els darrers anys, però no representen el so fonètic veritable. Si bé s'utilitza majoritàriament el sistema de transliteració Wylie per romanitzar el tibetà estàndard, altres inclouen el Library of Congress system i la transliteració basada en l'AFI (Jacques 2012).
A continuació, es mostra una taula amb les lletres tibetanes i diferents sistemes de romanització i transliteració per a cada lletra. Els sistemes són: transliteració Wylie (W), pinyina tibetana (TP), fonètica Dzongkha (FD), romanització ALA-LC (A) i la transcripció fonètica simplificada (THL).
| Lletra              | W    | TP | FD   | A    | THL  | Lletra | W    | TP | FD   | A    | THL | Lletra | W    | TP | FD    | A    | THL  | Lletra | W   | TP | FD  | A   | THL |
| ------------------- | ---- | -- | ---- | ---- | ---- | ------ | ---- | -- | ---- | ---- | --- | ------ | ---- | -- | ----- | ---- | ---- | ------ | --- | -- | --- | --- | --- |
| ཀ                   | ka   | g  | ka   | ka   | ka   | ཁ      | kha  | k  | kha  | kha  | kha | ག      | ga*  | k* | kha*  | ga*  | ga*  | ང      | nga | ng | nga | nga | nga |
| ཅ                   | ca   | j  | ca   | ca   | cha  | ཆ      | cha  | q  | cha  | cha  | cha | ཇ      | ja*  | q* | cha*  | ja*  | ja*  | ཉ      | nya | ny | nya | nya | nya |
| ཏ                   | ta   | d  | ta   | ta   | ta   | ཐ      | tha  | t  | tha  | tha  | ta  | ད      | da*  | t* | tha*  | da*  | da*  | ན      | na  | n  | na  | na  | na  |
| པ                   | pa   | b  | pa   | pa   | pa   | ཕ      | pha  | p  | pha  | pha  | pa  | བ      | ba*  | p* | pha*  | ba*  | ba*  | མ      | ma  | m  | ma  | ma  | ma  |
| ཙ                   | tsa  | z  | tsa  | tsa  | tsa  | ཚ      | tsha | c  | tsha | tsha | tsa | ཛ      | dza* | c* | tsha* | dza* | dza* | ཝ      | wa  | w  | wa  | wa  | wa  |
| ཞ                   | zha* | x* | sha* | zha* | zha* | ཟ      | za*  | s* | sa*  | za*  | za* | འ      | 'a   | -  | a     | 'a   | a    | ཡ      | ya  | y  | ya  | ya  | ya  |
| ར                   | ra   | r  | ra   | ra   | ra   | ལ      | la   | l  | la   | la   | la  | ཤ      | sha  | x  | sha   | sha  | sha  | ས      | sa  | s  | sa  | sa  | sa  |
| ཧ                   | ha   | h  | ha   | ha   | ha   | ཨ      | a    | a  | a    | a    | a   |        |      |    |       |      |      |        |     |    |     |     |     |
| * Només en manlleus |      |    |      |      |      |        |      |    |      |      |     |        |      |    |       |      |      |        |     |    |     |     |     |

## Mètode d'entrada i disposició del teclat

### Tibetà

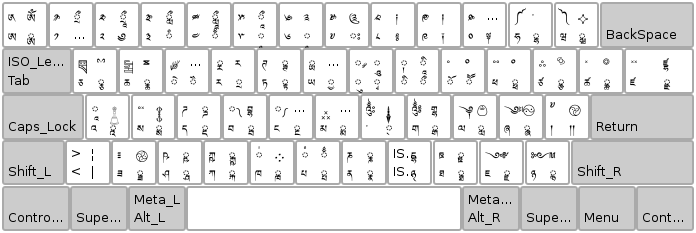
Disposició del teclat tibetà

La primera versió de Microsoft Windows que va permetre l'ús de l'alfabet tibetà en el teclat és MS Windows Vista. Linux en disposa des del setembre del 2007. A Ubuntu 12.04, es pot instal·lar l'ús de l'alfabet tibetà mitjançant Dash / Language Support / Instal·lació / eliminació d'idiomes, el mètode d'introducció es pot activar des de Dash / Keyboard Layout, afegint la disposició del teclat tibetà. La disposició té un disseny similar al de Microsoft Windows.
Mac OS -X va introduir l'ús de l'Unicode Tibetà amb la versió 10.5 d'OS-X i posteriors, ara amb tres dissenys de teclat disponibles: Tibetà-Wylie, QWERTY Tibetan i Tibetà-Otani.

### Dzongkha

Disseny del teclat Dzongkha

El esquema de disposició del teclat de Dzongkha està dissenyat com un mitjà senzill per introduir text de Dzongkha als ordinadors. Aquesta disposició del teclat va ser estandarditzada per la Comissió de Desenvolupament de Dzongkha (DDC) i el Departament de Tecnologia de la Informació (DIT) del Reial Govern de Bhutan l'any 2000.
Va ser actualitzat el 2009 per adaptar-se a caràcters addicionals afegits als estàndards Unicode i ISO 10646 des de la versió inicial. Atès que la distribució de les tecles segueix essencialment l'ordre habitual de l'alfabet dzongkha i tibetà, la disposició es pot aprendre ràpidament per qualsevol que estigui familiaritzat amb aquest alfabet. Les consonants subunides (combinacions) s'introdueixen mitjançant la tecla Maj.
La disposició del teclat dzongkha (dz) s'inclou en Microsoft Windows, Android i la majoria de distribucions de Linux com una part de XFree86.

## Unicode
El tibetà originalment va ser un dels alfabets de la primera versió de la norma Unicode el 1991, al bloc Unicode U + 1000 – U + 104F. Tanmateix, el 1993, a la versió 1.1, es va eliminar (els punts de codi que va agafar s'utilitzarien més tard per a l'escriptura birmània a la versió 3.0). K0akfabet tibetà es va tornar a afegir al juliol de 1996 amb el llançament de la versió 2.0.
El bloc Unicode per al tibetà és U + 0F00 – U + 0FFF. Inclou lletres, dígits i diversos signes de puntuació i símbols especials utilitzats en textos religiosos:
| Bloc Unicode per al tibetà[1][2[3] Official Unicode Consortium code chart (PDF) |   |   |   |   |   |   |   |   |   |   |   |   |      |   |   |   |
| | 0 | 1 | 2 | 3 | 4 | 5 | 6 | 7 | 8 | 9 | A | B | C    | D | E | F |
| U+0F0x | ༀ | ༁ | ༂ | ༃ | ༄ | ༅ | ༆ | ༇ | ༈ | ༉ | ༊ | ་ | ༌ NB | ། | ༎ | ༏ |
| U+0F1x | ༐ | ༑ | ༒ | ༓ | ༔ | ༕ | ༖ | ༗ | ༘  | ༙  | ༚ | ༛ | ༜    | ༝ | ༞ | ༟ |
| U+0F2x | ༠ | ༡ | ༢ | ༣ | ༤ | ༥ | ༦ | ༧ | ༨ | ༩ | ༪ | ༫ | ༬    | ༭ | ༮ | ༯ |
| U+0F3x | ༰ | ༱ | ༲ | ༳ | ༴ | ༵  | ༶ | ༷  | ༸ | ༹  | ༺ | ༻ | ༼    | ༽ | ༾  | ༿  |
| U+0F4x | ཀ | ཁ | ག | གྷ | ང | ཅ | ཆ | ཇ |   | ཉ | ཊ | ཋ | ཌ    | ཌྷ | ཎ | ཏ |
| U+0F5x | ཐ | ད | དྷ | ན | པ | ཕ | བ | བྷ | མ | ཙ | ཚ | ཛ | ཛྷ    | ཝ | ཞ | ཟ |
| U+0F6x | འ | ཡ | ར | ལ | ཤ | ཥ | ས | ཧ | ཨ | ཀྵ | ཪ | ཫ | ཬ    |   |   |   |
| U+0F7x |   | ཱ  | ི  | ཱི  | ུ  | ཱུ  | ྲྀ  | ཷ  | ླྀ  | ཹ  | ེ  | ཻ  | ོ     | ཽ  | ཾ  | ཿ  |
| U+0F8x | ྀ  | ཱྀ  | ྂ  | ྃ  | ྄  | ྅ | ྆  | ྇  | ྈ | ྉ | ྊ | ྋ | ྌ    | ྍ  | ྎ  | ྏ  |
| U+0F9x | ྐ  | ྑ  | ྒ  | ྒྷ  | ྔ  | ྕ  | ྖ  | ྗ  |   | ྙ  | ྚ  | ྛ  | ྜ     | ྜྷ  | ྞ  | ྟ  |
| U+0FAx | ྠ  | ྡ  | ྡྷ  | ྣ  | ྤ  | ྥ  | ྦ  | ྦྷ  | ྨ  | ྩ  | ྪ  | ྫ  | ྫྷ     | ྭ  | ྮ  | ྯ  |
| U+0FBx | ྰ  | ྱ  | ྲ  | ླ  | ྴ  | ྵ  | ྶ  | ྷ  | ྸ  | ྐྵ  | ྺ  | ྻ  | ྼ     |   | ྾ | ྿ |
| U+0FCx | ࿀ | ࿁ | ࿂ | ࿃ | ࿄ | ࿅ | ࿆  | ࿇ | ࿈ | ࿉ | ࿊ | ࿋ | ࿌    |   | ࿎ | ࿏ |
| U+0FDx | ࿐ | ࿑ | ࿒ | ࿓ | ࿔ | ࿕ | ࿖ | ࿗ | ࿘ | ࿙ | ࿚ |   |      |   |   |   |
| U+0FEx |   |   |   |   |   |   |   |   |   |   |   |   |      |   |   |   |
| U+0FFx |   |   |   |   |   |   |   |   |   |   |   |   |      |   |   |   |
| Notes 1. Versió Unicode 12.0 2. Les caselles grises indiquen posicions de codis no assignats 3. Els punts de l'Unicode U+0F77 and U+0F79 s'han menystingut en l'Unicode 5.2 i posteriors |   |   |   |   |   |   |   |   |   |   |   |   |      |   |   |   |